# Wolf's Lair Abyss
Wolf's Lair Abyss är en EP av det norska black metal-bandet Mayhem. Det här var den tredje EP:n som Mayhem släppte år 1997, efter att Maniac gick med i bandet en andra gång.

## Låtar
1. "The Vortex Void of Inhumanity (Intro)" – 2:21
2. "I Am thy Labyrinth" – 5:26
3. "Fall of Seraphs" – 6:02
4. "Ancient Skin" – 5:28
5. "Symbols of Bloodwords" – 5:24

## Medverkande
Mayhem
- Maniac (Sven-Erik Kristiansen) – sång
- Blasphemer (Rune Eriksen) – gitarr
- Necrobutcher (Jørn Stubberud) – basgitarr
- Hellhammer (Jan Axel Blomberg) – trummor

Övriga medverkande
- Garm (Kristoffer Rygg) – producent, ljudmix, mastering
- Knut Magne Valle – ljudmix
- Stephen O'Malley – omslagsdesign
- Tiziana Stupia – foto
- Kerri – typografi